# Картонная мебель

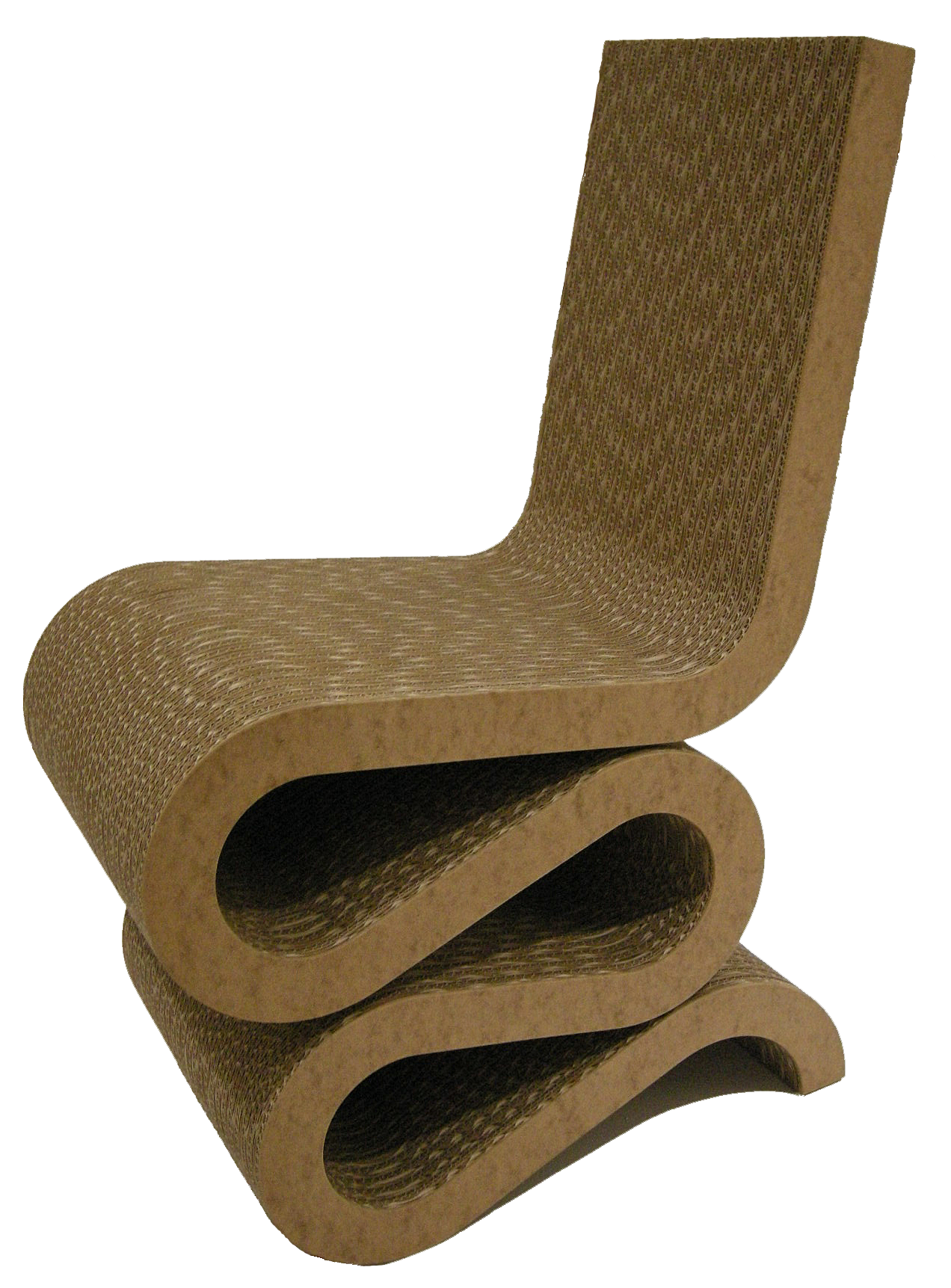
Фрэнк Гери, «Wiggle Chair» — покачивающееся кресло, 1972 год

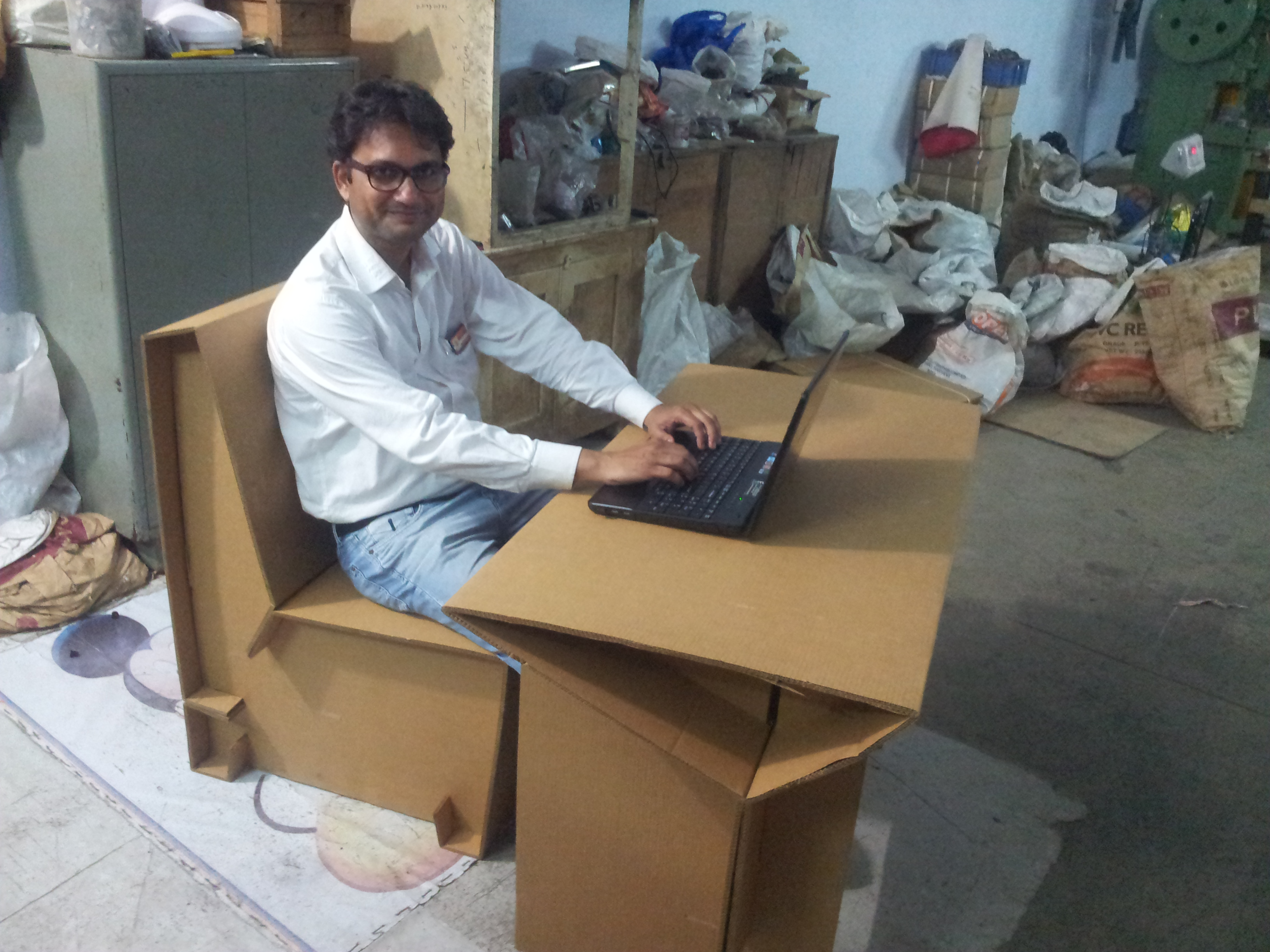
картонный стол и кресло

Картонная мебель — мебель, изготовленная из картона, картонных трубок, сотовых панелей, гофрированного картона или комбинации этих материалов.
Изделия мебели из картона легкие и могут быть собраны в несколько несложных шагов, при этом без использования каких-либо инструментов. Простым и самым известным представителем такой мебели является табурет из гофрированного картона.

## История

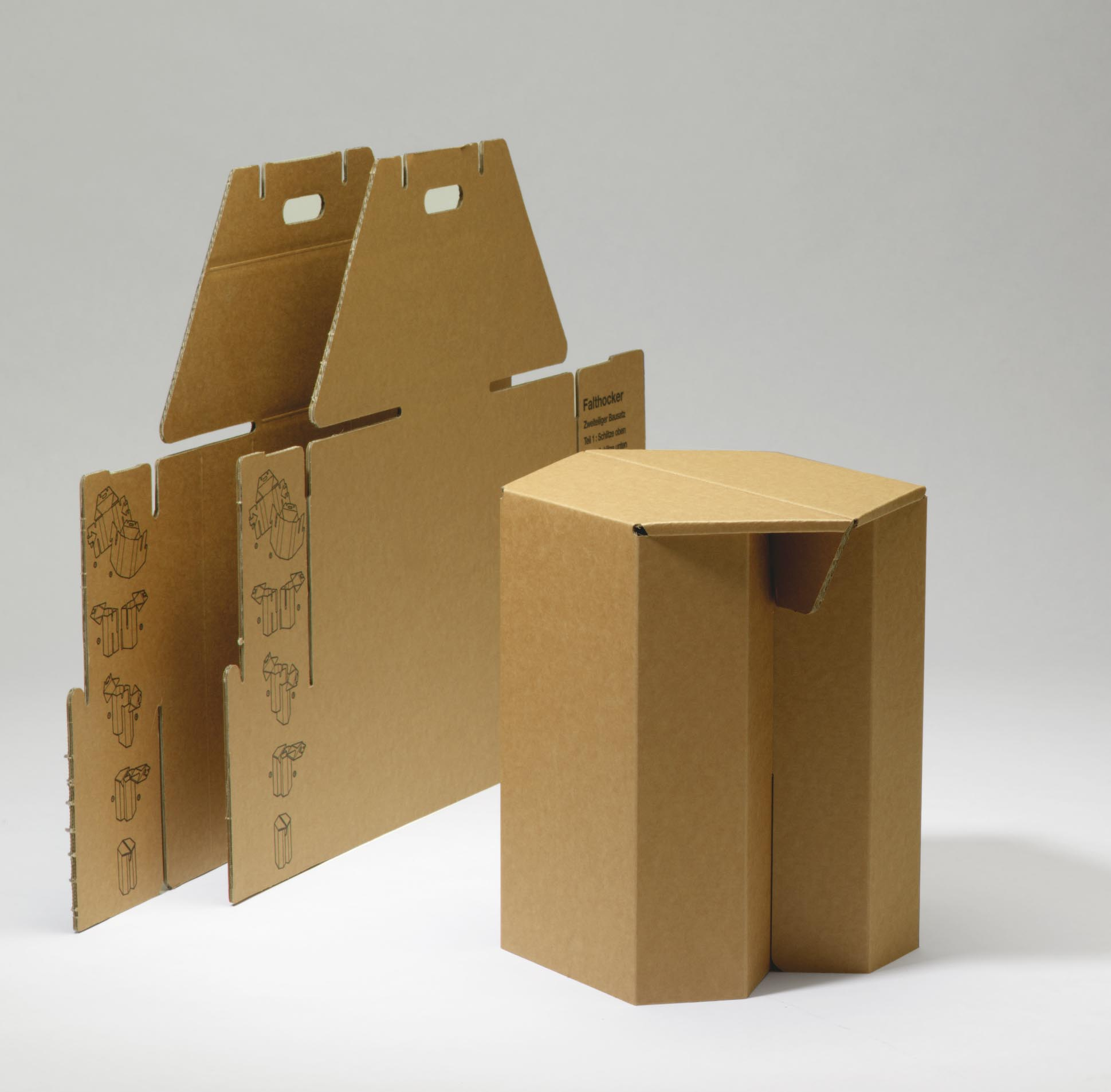
Складной табурет, дизайн: Ханс-Петер Штанге, Берлин, 1979 год

Ещё в предыдущие века мебель из папье-маше была обычным явлением. Так немецкая мануфактура «Stobwasser» и французская «Pappmachédynastie Adt» работали с этим материалом уже в XVIII веке. Картон прессовали, пропитывали льняным маслом и затем отверждали воздействием тепла. В то время часто предпринимались попытки подражать общепринятым в то время формам и материалам. При этом прочность изделий и стабильность размеров изделий достигалась в основном за счет использования сложных конструкторских решений.
Картонную мебель для серийного производства дизайнеры и архитекторы стали разрабатывать уже в XX веке. Так, дизайнер Петер Рааке представил коллекцию мебели из картона в 1966 году.
Набирать популярность картонная мебель стала в начале 1970-х годов, когда американский архитектор Фрэнк Гери экспериментировал с гофрокартоном. В качестве первой из его разработок было запущено в производство семнадцать эскизов из дизайнерской линии «Easy Edges Line», в том числе знаменитый «Wiggle Chair». Однако работы Фрэнка Гэри, часто единичные, являлись скорее предметами искусства, чем товаром широкого потребления.
В 1970-е годы идеи серийного производства мебели из картона была возрождены, например, дизайнером Хансом-Петером Штанге. Его двухкомпонентный складной табурет из гофрированного картона использовал минимум материала и производился серийно. В дополнение к другим производящимся картонным изделиям в 1989 году была представлена кровать из гофрокартона, которая и сейчас продается по всему миру.

## Современность

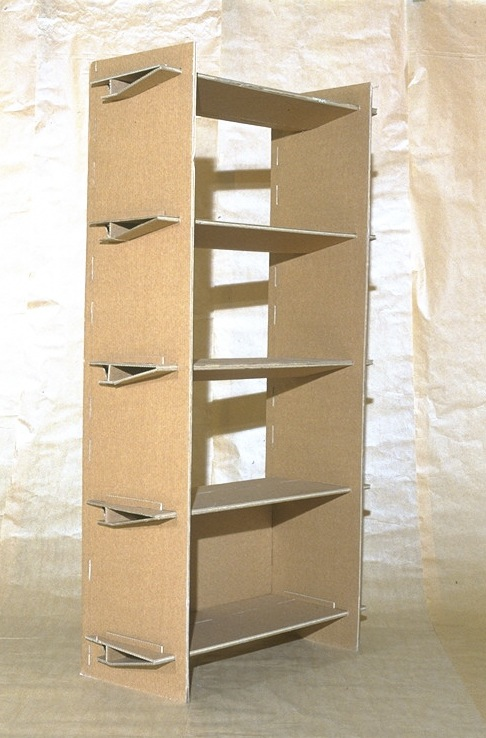
шкаф из картона

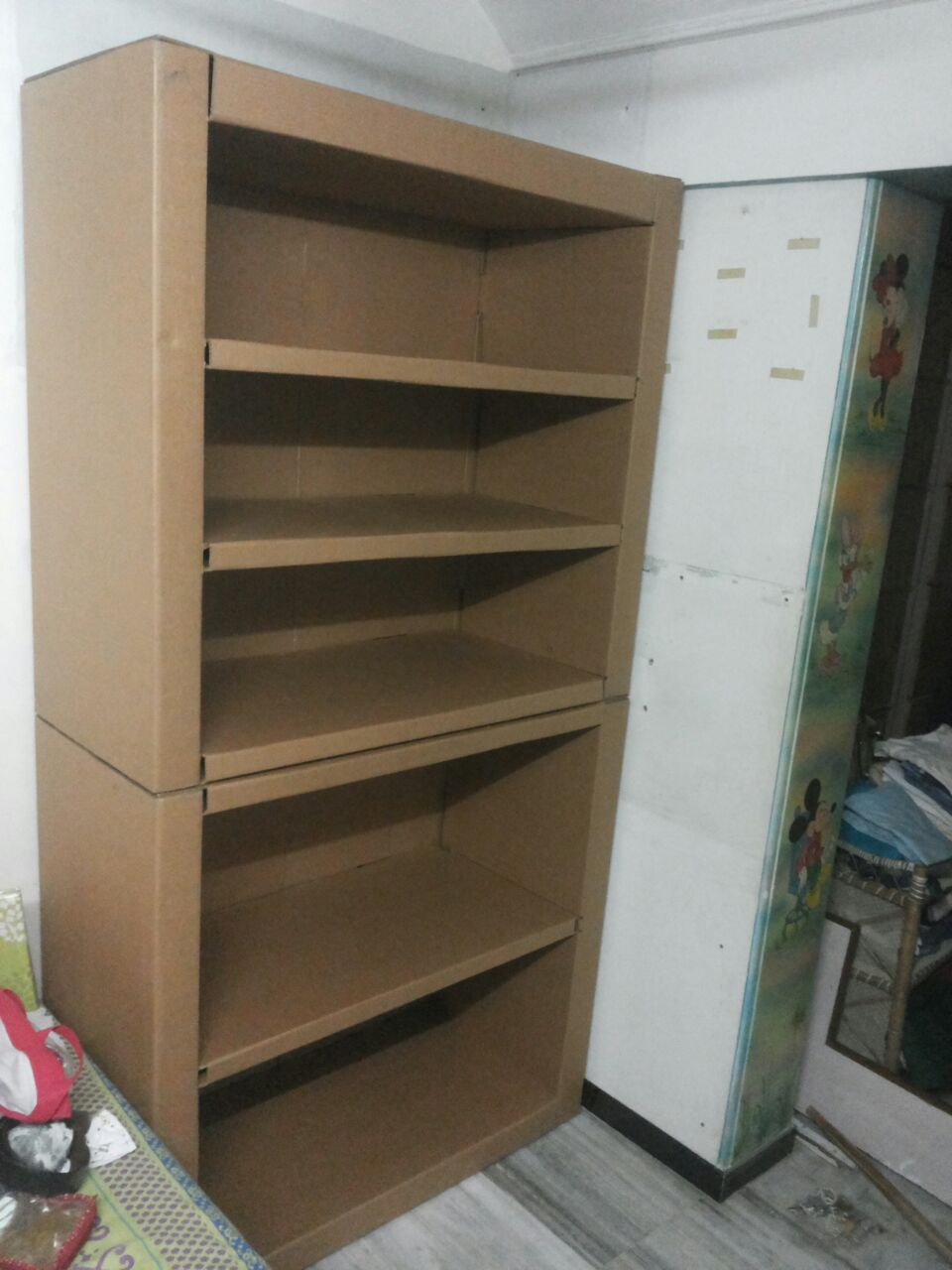
шкаф с полками из картона

На современном рынке представлены самые разные мебельные изделия из картона, такие как табуреты, скамейки, столы, полки, ящики и кровати. Иногда на картоне осуществляют печать, чтобы имитировать отделку под дерево. Предложение картонной мебели на мировом рынке становится всё шире, а в качестве аргумента за выбор такой мебели часто используется возрастающая важность устойчивого развития: как правило, для производства этой мебели используют картон, гофрокартон, листы сотовой бумаги с покрывающими слоями крафт-бумаги, иногда применяют просто бумажные соты или бумажные сотовые панели без верхнего слоя — это всегда полностью или частично переработанные бумажные материалы.
С 2003 года Стефани Форсайтом и Тоддом Макалленом стали проектироваться и производиться бумажные соты, которые могут обратимо деформироваться в мебель и другие пространственные элементы.
В 2009 году Манфред Кильнхофер разработал мебель для сидения из картонных трубок (стулья из бумажных трубок), которые изготавливаются только индивидуально и предлагаются как предметы искусства через художественные галереи.

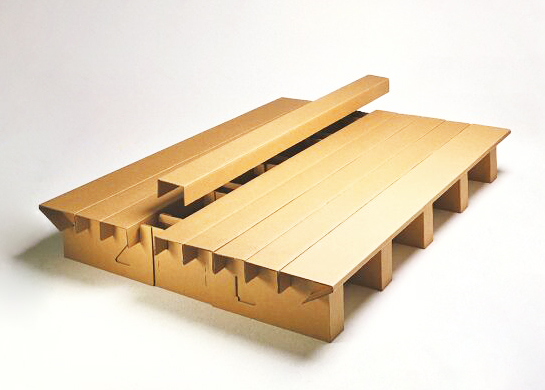
Картонная кровать, дизайн: Ханс-Петер Штанге, Берлин, 1989
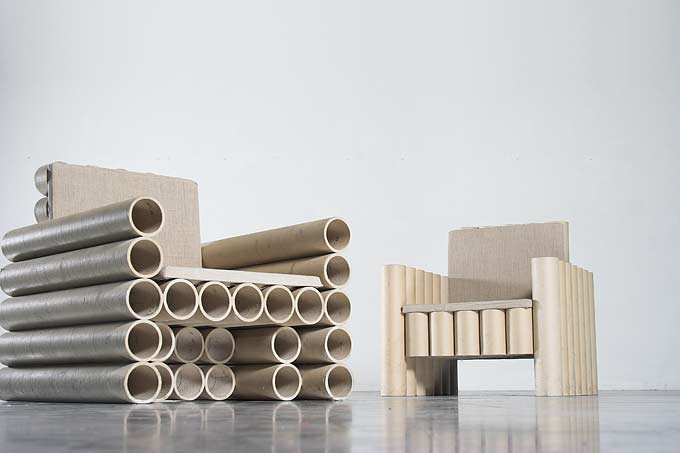
кресла из бумажных труб, дизайнер: Манфред Кильнхофер, Линц, 2002
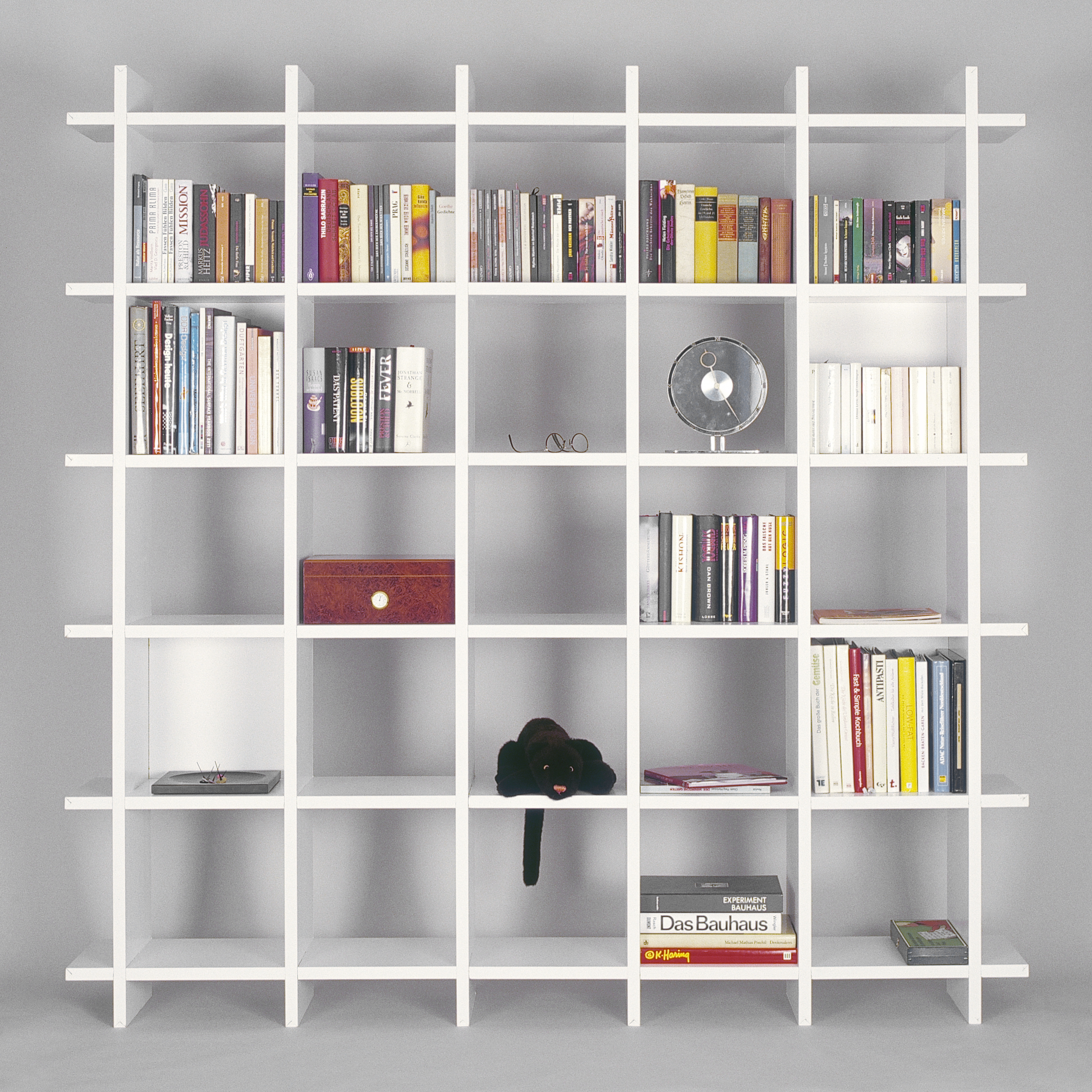
Полка из картона. Дизайн: Франк Хустер
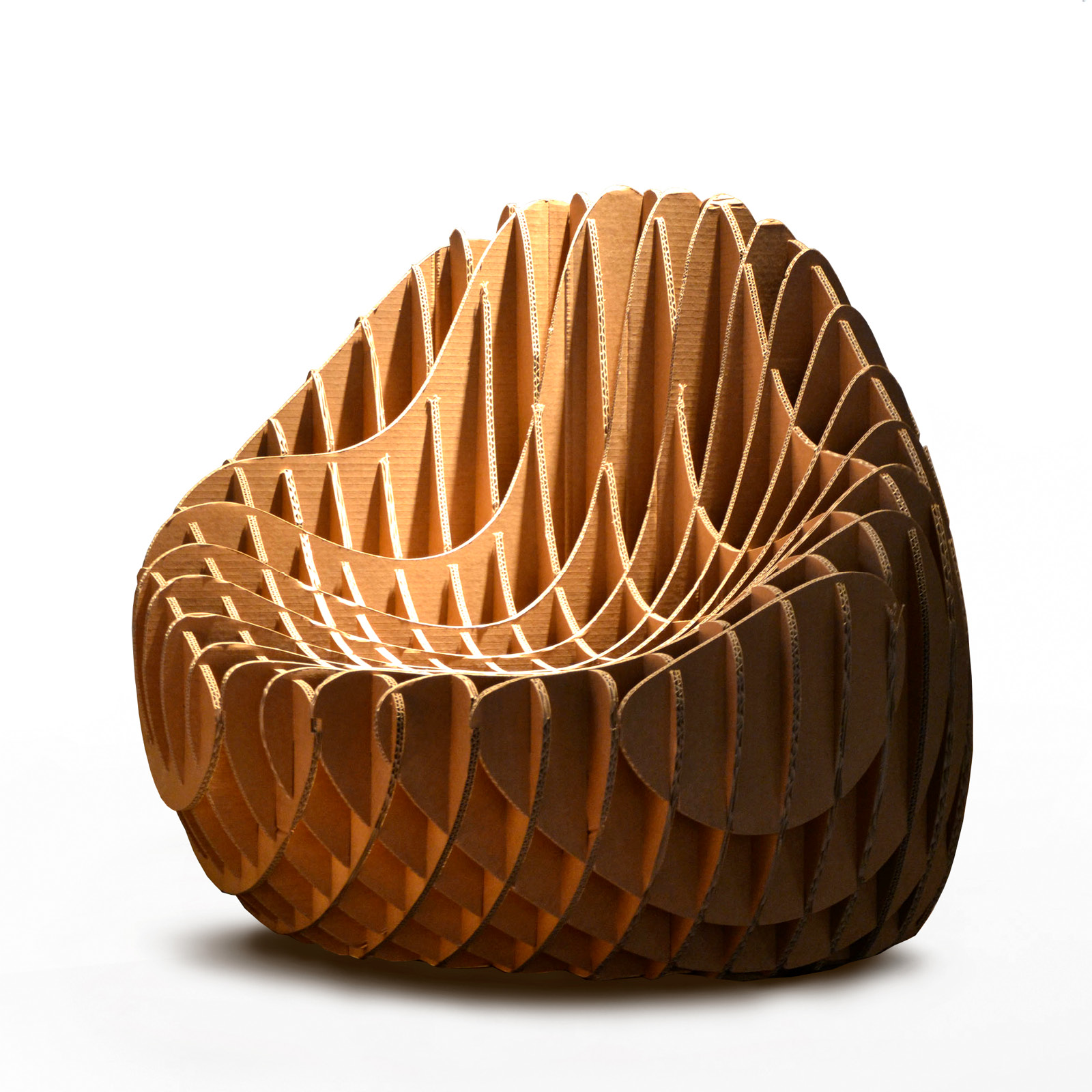
Ячеистое кресло MC 205, дизайн: Максимилиан Хансен (Nordwerk Design), 2013
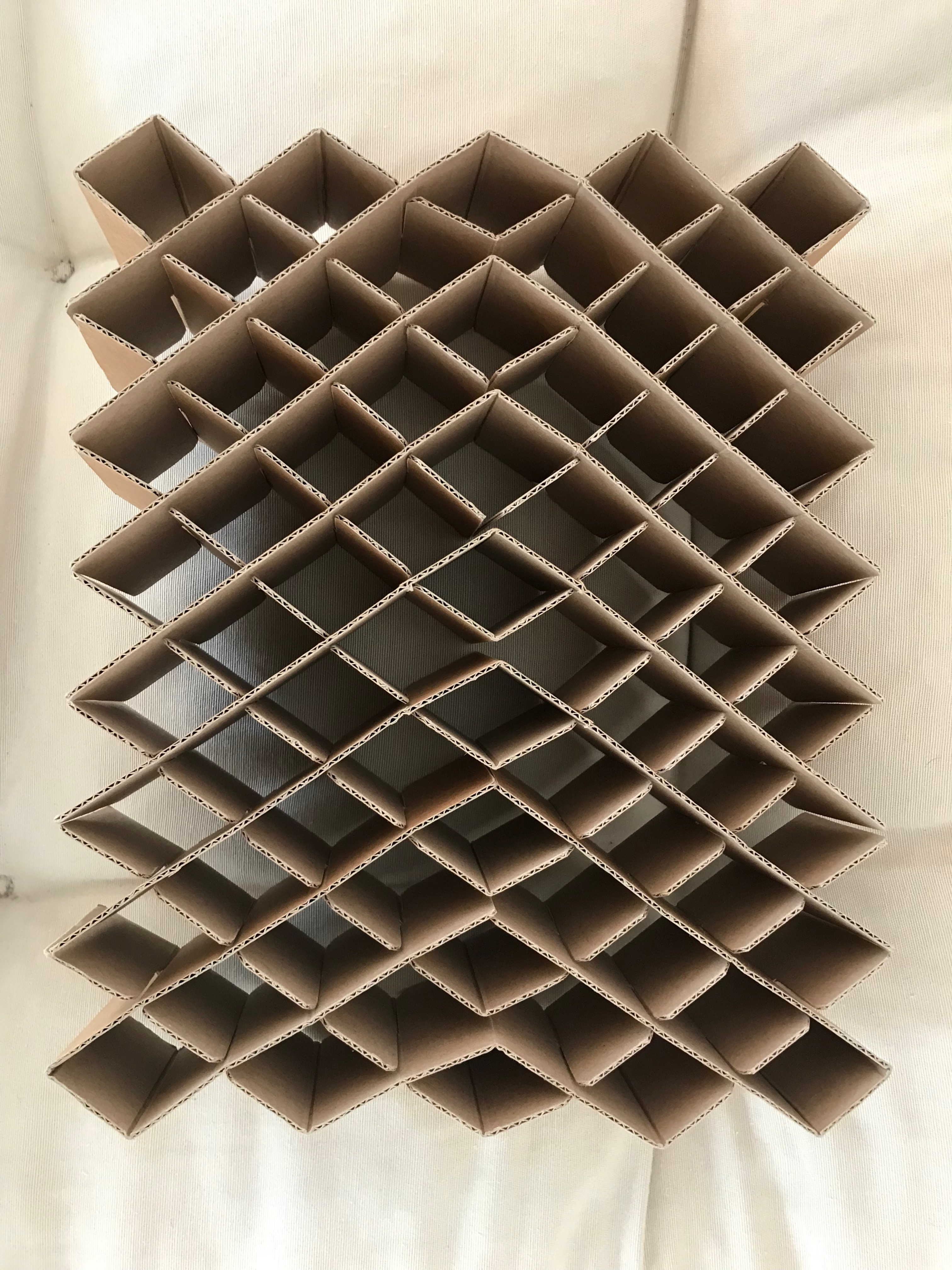
Картонная кровать. Дизайн: «ROOM IN A BOX GmbH & Co. KG», Берлин, 2014

## Материалы
- Картон — с плотностью основания не менее 300 г/м²
- Гофрированный картон — синусоида с покровной бумагой, один или несколько слоев, плотность в зависимости от структуры
- Бумага «тестлайнер» и «крафтлайнер» — в качестве подосновы и верхнего слоя
- Необлицованные сотовые панели. Производство сот осуществляется линейным склеиванием полосок бумаги. Гофрированный картон, склеенный в плоском виде, образует блоки, разделенные перпендикулярно направлению гофрирования. Это создает пластину. Различный вес и несущая способность являются результатом высоты синусоиды.
- Облицованные сотовые панели. Это сотовые панели, идентичные описанным выше неблицованным сотам, но с верхним слоем из бумаги типа «тестлайнер» или «крафтлайнер» с обеих сторон. Облицованные сотовые панели могут изготавливаться также и с облицованными кромками.

## Конструкции
- Складные. Конструкции образуются путем изгибания и складывания по заранее определённым линиям сгиба, что увеличивает жесткость и, следовательно, несущая способность поверхностей.
- Сборные. Плоские или уже сложенные поверхности вставляются в прорези или другие углубления. Это повышает стабильность и (или) позволяет комбинировать отдельные элементы в различных сочетаниях.
- Трубные. Картонные трубы обладают высокой несущей способностью при вертикальных или горизонтальных нагрузках. Чтобы сформировать такие элементы мебели, их необходимо соединить друг с другом с помощью клея или других вспомогательных средств.
- Слоёные. Конструкции образуются путем укладки и склеивания отдельных заготовок из гофрокартона, создавая при этом блочные конструкции, очень устойчивые при вертикальных нагрузках.
- Конструкции из панелей с необлицованными сотами. Сотовые панели без облицовки легко деформируются. Чтобы сделать их устойчивыми, их необходимо удерживать или закреплять после деформации.
- Конструкции из панелей с облицованными сотами. Путем склеивания прочной облицовочной бумаги с вертикальными бумажными сотами создаются высокопрочные компоненты, образуя такие нагружаемые предметы мебели, как табуреты, полки и столы. Это самый сложный и в то же время самый эффективный вид конструкции.

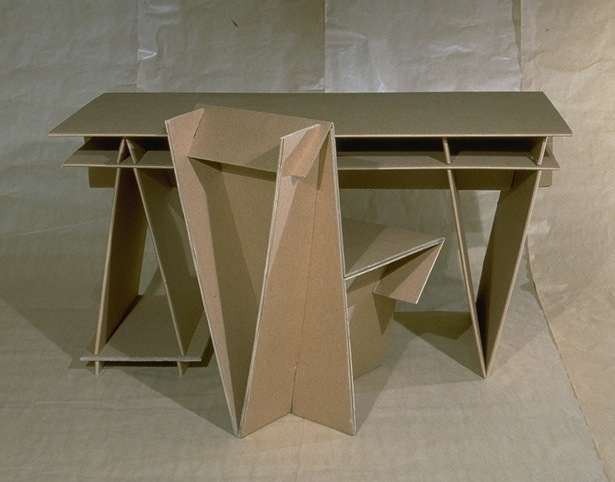
Стул-стол: принцип складывания и сборки
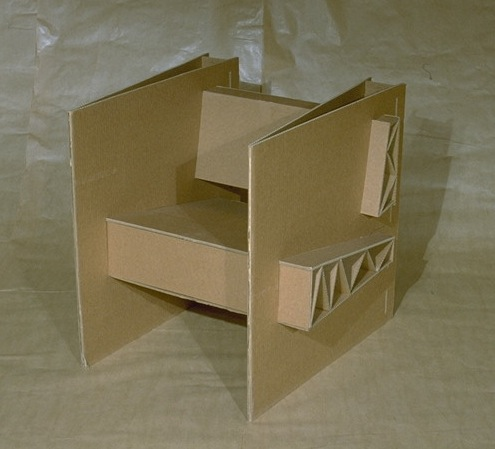
Кресло: принцип складывания и сборки
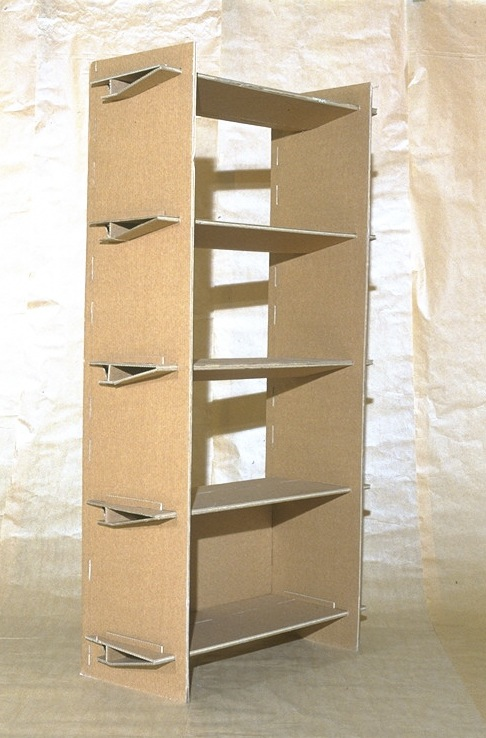
Стеллаж: принцип складывания и сборки
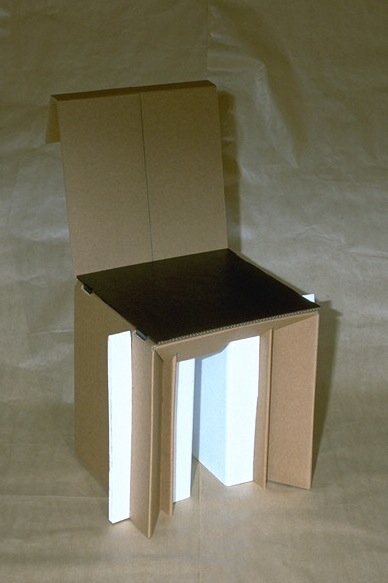
Стул: принцип складывания и сборки
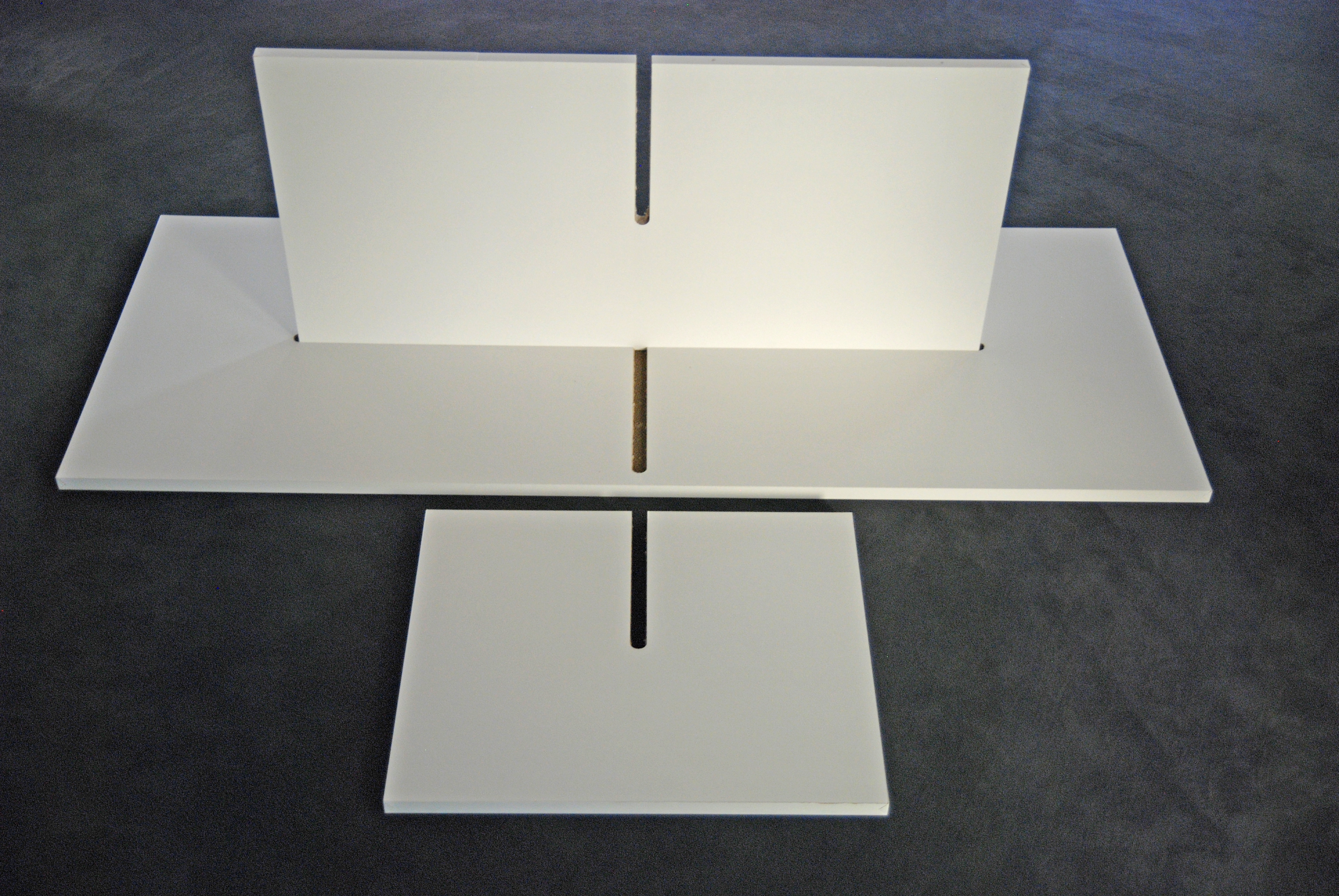
Принцип соединения «в полдерева» сотовых панелей

## Патентные описания, полезные модели и зарегистрированные промышленные образцы
- Гюнтер Райнштейн (Ганновер): Мебель из картона. Описание австрийского патента 46100 (дата подачи: 30 октября 1909 года)[1]
- Allo Assmann (Enger): Стул и табуретка из гофрированного картона. Полезная модель DE 1997033 (дата подачи: 31 июля 1968 года)
- Papierfabrik Ludwig Osthushenrich KG (Herzberg/Harz; сегодня Smurfit Kappa Group): стул, особенно детский, из картона. Патент DE 6810768 (дата подачи: 10 декабря 1968 года)
- Смитс и Шипперс, Интерн. (Франкфурт): Кресло из гофрированного картона, трансформируемое в торговый прилавок. Полезная модель DE 7042529 (дата подачи: 17 ноября 1970 года)
- Фрэнк О. Гери (Санта-Моника): предмет мебели и т. п. Патент США 2259968.4 (Дата подачи: 7 декабря 1972 года)
- Co-Pak Verpackung GmbH (Nieder-Roden): Детский стул из гофрированного картона. Полезная модель 7533423 (дата подачи: 18 октября 1975 года)
- Thimm KG (Northeim): Предмет мебели, который можно собрать и состоит из нескольких вырезанных частей из гофрированного картона, твердого картона или подобного материала Полезная модель G83164545 (дата подачи заявки: 4 июня 1983 года)
- Europa Karton AG (Гамбург): В частности, несущий и устойчивый предмет мебели, в частности, такой, который можно загружать вертикально, изготовленный из складного материала, в частности из гофрированного картона, служащий для хранения. Патент EP 0222130 (дата подачи: 30 сентября 1986 года)
- Бруно Руссо (Париж): Мебель из картона, которую собирают дети, состоит из параллельных листов с язычками, входящими в прорези на торцевых панелях, соединенных поперечными секциями. Gebrauchsmuster FR 2645040 (дата регистрации: 3 апреля 1989 года)
- Ханс-Петер Штанге (Берлин): Шезлонги. Патент P 39 32 773.6 (дата подачи 28 сентября 1989 года), всего 38 патентов и полезных моделей.
- Роджер А. Мак-Калио (Конвингтон): Детская мебель и способ её изготовления. Патент США 5263766 (Anmeldetag: 23 ноября 1993 года) ROOM IN A BOX GmbH & Co. KG (Берлин): Комплект и предмет мебели и способ их изготовления. Патент DE 201410106608 (дата подачи: 12 мая 2014 года)